# Sauris
Sauris (Zahre in the local Germanic language) là một đô thị ở tỉnh Udine trong vùng Friuli-Venezia Giulia thuộc Ý, có cự ly khoảng 120 km về phía tây bắc của Trieste và khoảng 60 km về phía tây bắc của Udine. Tại thời điểm ngày 31 tháng 12 năm 2004, đô thị này có dân số 423 người và diện tích là 41,4 km².
Đô thị Sauris có các frazioni (đơn vị cấp dưới, chủ yếu là các làng) Sàuris di Sotto (Sede Comunale), Sàuris di Sopra, Latéis, La Màina, và Field/Velt.
Sauris giáp các đô thị: Ampezzo, Forni di Sopra, Forni di Sotto, Ovaro, Prato Carnico, Vigo di Cadore.